# Kagerou (canção)
"Kagerou" (蜉蝣‐かげろう‐) é o vigésimo quarto single da banda japonesa de rock Buck-Tick, lançado em 2 de agosto de 2006. É música tema do segundo encerramento da animação japonesa XXXHolic.

## Recepção
Alcançou a décima sétima posição na Oricon Singles Chart e vendeu cerca de 20 mil cópias.

## Faixas
Todas as letras escritas por Atsushi Sakurai. 
| N.º            | Título                                 | Música         | Duração |  |
| 1.             | "Kagerou -Kagerou-" (蜉蝣-かげろう-)   | Imai           | 4:53    |  |
| 2.             | "Utsusemi -Utsusemi-" (空蝉-ウツセミ-) | Hide           | 4:26    |  |
| Duração total: | Duração total:                         | Duração total: | 9:19    |  |

## Créditos

### Buck-Tick
- Atsushi Sakurai - vocal
- Hisashi Imai - guitarra solo
- Hidehiko "Hide" Hoshino - guitarra rítmica
- Yutaka "U-ta" Higuchi - baixo
- Toll Yagami - bateria

### Músicos adicionais
- Kazutoshi Yokoyama - teclado, ruídos e manipulação

### Produção
- Mikiro Yamada - gravação
- Hitoshi Hiruma - gravação e mixação
- Shigenobu Karube - produtor executivo
- Katsutoshi Suzuki - promotor de vendas
- Kaori Wada - coordenador visual
- Yosuke Komatsu - fotografia
- Takahiro Chiba - gerenciamento artístico
- Kotaro Kojima - masterização